# 滁州駅
滁州駅（じょしゅう-えき）は中華人民共和国安徽省滁州市琅琊区天長路に位置する中国国鉄上海鉄路局が管轄する京滬高速鉄道の駅である。

## 歴史
- 2011年6月30日 - 開業

## 隣の駅
中国国鉄
京滬高速鉄道
定遠駅 - 滁州駅 - 南京南駅